# Colegio de San Pablo (Granada)
El Colegio de San Pablo es un edificio de la ciudad española de Granada que alberga la Facultad de Derecho de la Universidad de Granada.

## Historia
La Compañía de Jesús empezó construir en 1556 un colegio mayor dedicado a San Pablo, posteriormente modificado en base a los planos realizados del jesuita Martín de Baseta en 1594. Sobre 1640 se reedifica, aunque hasta 1717 no se culmina la portada principal. 
Tras vacilar su ubicación entre el Monasterio de San Jerónimo y el Colegio Mayor y Real de Santa Cruz de la Fe, al ser expulsados los jesuitas en 1767 es reclamado por el Arzobispo de Granada y destinado en 1768 a albergar los Servicios Centrales de la Universidad de Granada, es decir, todas las dependencias de la universidad, al haber sido suprimidos los colegios universitarios, siendo reformado por el arquitecto Domingo Luís de Monteagudo. En 1841 es construido el Jardín Botánico para facilitar los estudios y adelantamientos en cuanto a ciencias naturales. En 1871 Santiago Baglieto traslada la portada original al centro de la fachada.
Asimismo, el patio de la calle Duquesa (de construcción posterior) albergó dependencias militares, la Diputación Provincial de Granada, el Gobierno Civil, un campo de concentración de prisioneros  republicanos en la Guerra Civil y la Facultad de Ciencias.
En 1980 las dependencias centrales de la Universidad fueron trasladadas definitivamente al Hospital Real (actual Rectorado). Hasta entonces habían convivido en el Colegio de San Pablo el Rectorado, la Biblioteca Universitaria General, Servicios Centrales, etc. A partir de dicho año, y hasta nuestros días, permanecen en el edificio San Pablo el decanato de Derecho, los departamentos docentes de la Universidad con sede en la Facultad de Derecho, los servicios administrativos de la Facultad, el Paraninfo (antiguo salón para debates de Teología y Filosofía) y las aulas de docencia.
En el curso 2005-2006 empezó a funcionar un nuevo edificio de la Facultad de Derecho: el Aulario, de moderna construcción, para hacer frente a la gran cantidad de estudiantes de esta carrera en el que además de un gran número de aulas docentes adicionales a las de la sede principal, también hay servicios de reprografía y aula de informática.
En septiembre de 2014, en la biblioteca de la facultad, se producen dos incendios importantes que causan graves daños patrimoniales.

## Descripción
Dispone de dos claustros, patios porticados con galerías de columnas de piedra de Sierra Elvira, y  un paraninfo.

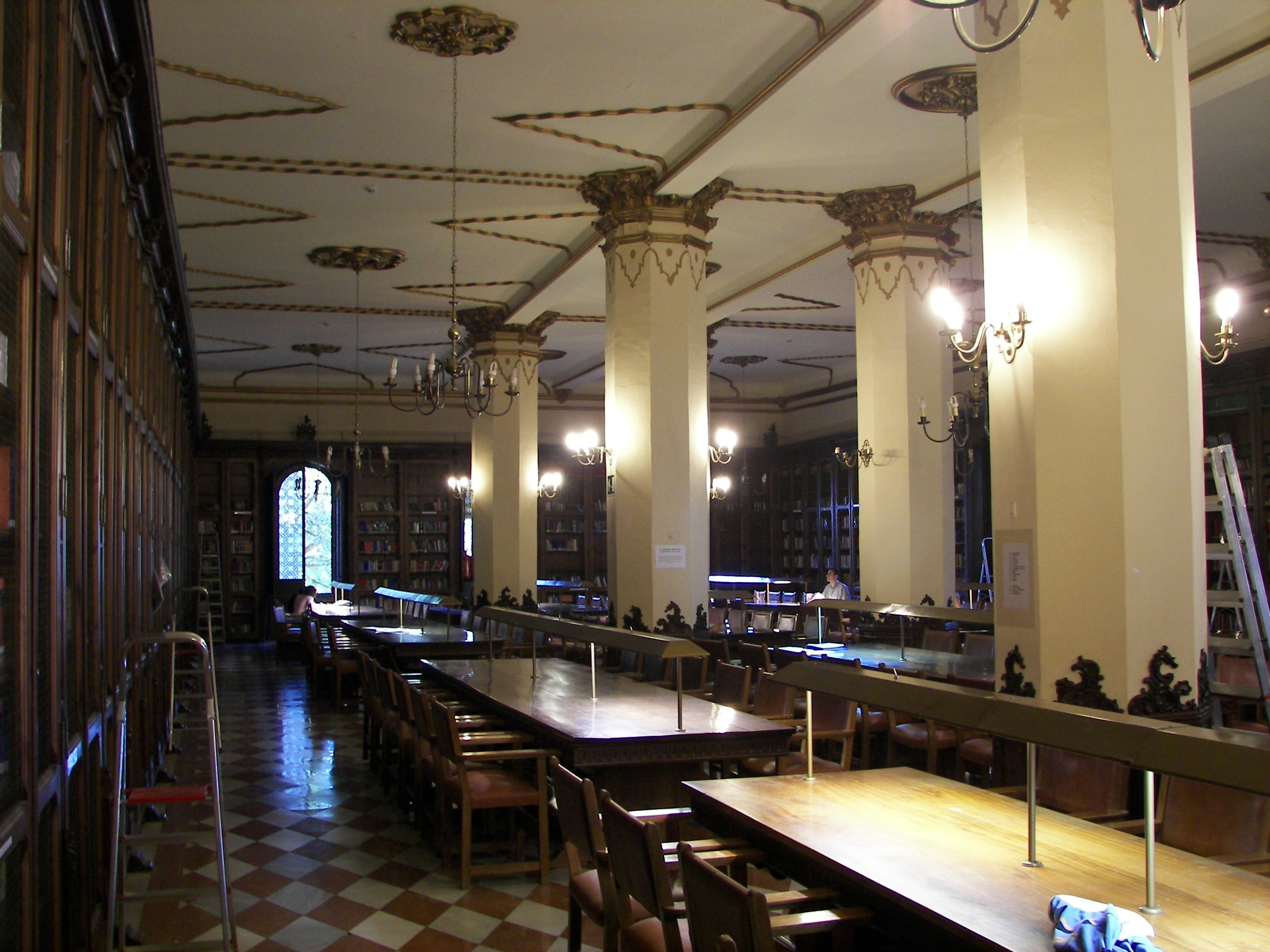
Interior de la Biblioteca y sala de lectura de la Facultad de Derecho

Al ser el edificio principal de la Facultad de Derecho, actúa como sede principal del centro. También tiene accesos secundarios por la Calle Duquesa y por el Jardín Botánico. En este edificio se recogen todos los servicios administrativos y directivos (Decanato), así como los servicios generales.

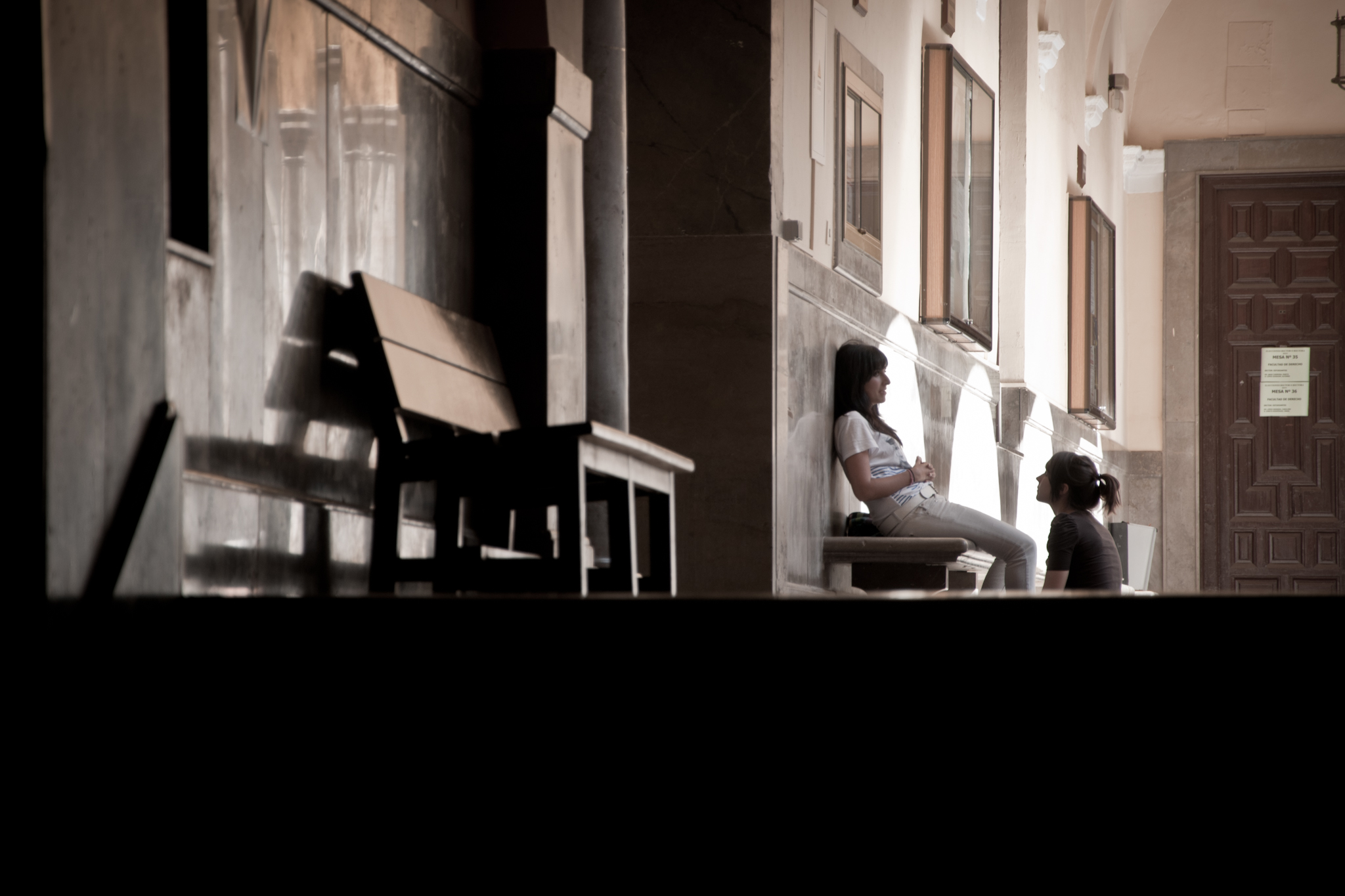
Pasillos de la Facultad de Derecho

La Facultad cuenta con Secretaría, Biblioteca, asociaciones de alumnos, servicios de relaciones internacionales, aulas de idiomas, aula de informática, despachos departamentales y 15 aulas docentes. Así mismo, cuenta con varias salas de propósito general entre las que son destacables:
- El Paraninfo, un gran salón donde se celebran conferencias, reuniones y presentaciones. Se encuentra junto a la entrada principal. Antiguamente fue un teatro para las diputationes de Teología y Filosofía. Su bóveda fue construida en 1675. Preside la sala un gran retrato del emperador Carlos V. En las obras de restauración de la sala de 1998 se descubrió oculto tras dicho retrato un gran repostero de la II República Española que actualmente también está expuesto en dicha sala.

- El Salón Rojo, también para cometidos de carácter público, en el segundo piso.